# گور ساهاکیان
گور ساهاکیان (ارمنی: Գոռ Սահակյան؛ زاده ۱ سپتامبر ۲۰۰۳) وزنه‌بردار مرد اهل ارمنستان است که در مسابقات قهرمانی وزنه‌برداری اروپا ۲۰۲۳ در ایروان موفق به کسب مدال طلا شد.

## نتایج مهم
| سال                                       | مکان                            | وزن                             | یک ضرب (ک‌گ)                     | یک ضرب (ک‌گ)                     | یک ضرب (ک‌گ)                     | یک ضرب (ک‌گ)                     | یک ضرب (ک‌گ)                     | دوضرب (ک‌گ)                      | دوضرب (ک‌گ)                      | دوضرب (ک‌گ)                      | دوضرب (ک‌گ)                      | دوضرب (ک‌گ)                      | مجموع                           | رتبه                            |
| سال                                       | مکان                            | وزن                             | ۱                               | ۲                               | ۳                               | نتیجه                           | رتبه                            | ۱                               | ۲                               | ۳                               | نتیجه                           | رتبه                            | مجموع                           | رتبه                            |
| مسابقات قهرمانی وزنه‌برداری جهان           | مسابقات قهرمانی وزنه‌برداری جهان | مسابقات قهرمانی وزنه‌برداری جهان | مسابقات قهرمانی وزنه‌برداری جهان | مسابقات قهرمانی وزنه‌برداری جهان | مسابقات قهرمانی وزنه‌برداری جهان | مسابقات قهرمانی وزنه‌برداری جهان | مسابقات قهرمانی وزنه‌برداری جهان | مسابقات قهرمانی وزنه‌برداری جهان | مسابقات قهرمانی وزنه‌برداری جهان | مسابقات قهرمانی وزنه‌برداری جهان | مسابقات قهرمانی وزنه‌برداری جهان | مسابقات قهرمانی وزنه‌برداری جهان | مسابقات قهرمانی وزنه‌برداری جهان | مسابقات قهرمانی وزنه‌برداری جهان |
| ----------------------------------------- | ------------------------------- | ------------------------------- | ------------------------------- | ------------------------------- | ------------------------------- | ------------------------------- | ------------------------------- | ------------------------------- | ------------------------------- | ------------------------------- | ------------------------------- | ------------------------------- | ------------------------------- | ------------------------------- |
| ۲۰۲۳                                      | ریاض، عربستان سعودی             | ۶۷ ک‌گ                           | ۱۴۲                             | ۱۴۲                             | ۱۴۲                             | ۱۴۲                             | 3                               | ۱۷۰                             | ۱۷۰                             | ۱۷۰                             | ۱۷۰                             | ۶                               | ۳۱۲                             | الگو:‌‌Bronze3                    |
| مسابقات قهرمانی وزنه‌برداری اروپا          |                                 |                                 |                                 |                                 |                                 |                                 |                                 |                                 |                                 |                                 |                                 |                                 |                                 |                                 |
| ۲۰۲۴                                      | صوفیه، بلغارستان                | ۶۷ ک‌گ                           |                                 |                                 |                                 | ۱۴۱                             | ۳                               |                                 |                                 |                                 | ۱۷۱                             | ۱                               | ۳۱۱                             | 1                               |
| ۲۰۲۳                                      | ایروان، ارمنستان                | ۶۷ ک‌گ                           |                                 |                                 |                                 | ۱۴۵                             |                                 |                                 |                                 |                                 | ۱۷۵                             |                                 | ۳۲۰                             | 1                               |
| مسابقات قهرمانی وزنه‌برداری جوانان جهان    |                                 |                                 |                                 |                                 |                                 |                                 |                                 |                                 |                                 |                                 |                                 |                                 |                                 |                                 |
| ۲۰۲۳                                      | گوادالاخارا، مکزیک              | ۶۷ ک‌گ                           |                                 |                                 |                                 | ۱۴۰                             | ۱                               |                                 |                                 |                                 | ۱۶۵                             | ۲                               | ۳۰۵                             | 1                               |
| ۲۰۲۲                                      | هراکلیون، یونان                 | ۶۷ ک‌گ                           | ۱۳۰                             | ۱۳۵                             | ۱۳۷                             | ۱۳۷                             | ۲                               | ۱۶۰                             | ۱۶۵                             | ۱۷۰                             | ۱۶۵                             | ۳                               | ۳۰۲                             | 3                               |
| ۲۰۲۱                                      | تاشکند، ازبکستان                | ۶۷ ک‌گ                           | ۱۲۵                             | ۱۲۹                             | ۱۳۲                             | ۱۳۲                             | ۶                               | ۱۵۵                             | ۱۶۲                             | ۱۶۶                             | ۱۶۲                             | ۵                               | ۲۹۴                             | ۵                               |
| مسابقات قهرمانی وزنه‌برداری جوانان اروپا   |                                 |                                 |                                 |                                 |                                 |                                 |                                 |                                 |                                 |                                 |                                 |                                 |                                 |                                 |
| ۲۰۲۳ (J)                                  | بخارست، رومانی                  | ۶۷ ک‌گ                           | ۱۴۰                             | ۱۴۳                             | ۱۴۳                             | ۱۴۰                             | ۲                               | ۱۷۱                             | ۱۷۷                             | ۱۷۷                             | ۱۷۱                             | ۲                               | ۳۱۱                             | 2                               |
| ۲۰۲۱ (J)                                  | رووانیمی، فنلاند                | ۶۷ ک‌گ                           | ۱۳۰                             | ۱۳۴                             | ۱۳۶                             | ۱۳۶                             | ۱                               | ۱۶۰                             | ۱۶۵                             | ۱۶۶                             | ۱۶۵                             | ۱                               | ۳۰۱                             | [ ۱ ]                           |
| مسابقات قهرمانی وزنه‌برداری نوجوانان اروپا |                                 |                                 |                                 |                                 |                                 |                                 |                                 |                                 |                                 |                                 |                                 |                                 |                                 |                                 |
| ۲۰۱۸(U-15)                                | میلان، ایتالیا                  | ۵۰ ک‌گ                           | ۸۰                              | ۸۵                              | ۸۵                              | ۸۰                              | ۱                               | ۹۵                              | ۹۸                              | ۱۰۱                             | ۹۸                              | ۳                               | ۱۷۸                             | 1                               |